# Oedecnema gebleri
Oedecnema gebleri là một loài bọ cánh cứng trong họ Cerambycidae.